# Bazilika Santa Maria Novella
Bazilika Santa Maria Novella je cerkev v Firencah, v Italiji, ki stoji tik ob glavni železniški postaji, imenovani po njej. Kronološko je to prva velika bazilika v Firencah in je glavna mestna dominikanska cerkev.
Cerkev, sosednji križni hodnik in kapiteljska dvorana vsebujejo številne umetniške zaklade in nagrobne spomenike. Še posebej znane so freske mojstrov gotike in zgodnje renesanse. Financirali so jih najpomembnejše družine Firenc, ki so si na posvečenih tleh zagotovile nagrobne kapele.

## Zgodovina
Cerkev se je imenovala Novella (Nova), ker je bila zgrajena na mestu cerkve iz 9. stoletja, Santa Maria delle Vigne. Ko je bila leta 1221 lokacija dodeljena dominikanskemu redu, so se odločili za izgradnjo nove cerkve in priključili križni hodnik. Cerkev sta oblikovala dva dominikanska brata, Fra Sisto Fiorentino in Fra Ristoro da Campi. Gradnja se je začela sredi 13. stoletja (okoli leta 1246) in je bila končana okoli leta 1360 pod nadzorom brata Iacopa Talentija z zaključkom romansko-gotskega zvonika in zakristije. Takrat je bil končan le spodnji del toskanske gotske fasade. Trije portali so premoščeni s slepimi loki, preostali del spodnjega dela fasade pa slepimi loki, ločenimi s pilastri, s spodnjimi gotskimi loki, črtastimi v zeleni in beli barvi, z nagrobniki plemstva. Ta ista zasnova se nadaljuje v sosednji steni okrog starega cerkvenega dvorišča. Cerkev je bila posvečena leta 1420.
Po naročilu Giovanni di Paola Rucellaija, lokalnega tekstilnega trgovca, je Leon Battista Alberti zgradil zgornji del iz intarziranega zelenega marmorja iz Prata, imenovanega tudi "serpentino" in belo marmorno fasado cerkve (1456-1470). Bil je že znan kot arhitekt Tempio Malatestiano v Riminiju, še bolj pa po svoji temeljni razpravi o arhitekturi De Re Aedificatoria, ki temelji na knjigi De Architectura klasičnega rimskega pisatelja Vitruvija. Alberti je oblikoval tudi fasado za Rucellaijevo palačo v Firencah.
Alberti je poskušal prinesti ideale humanistične arhitekture, sorazmernosti in klasično navdihnjene podrobnosti, ki slonijo na oblikovanju, hkrati pa ustvarjajo harmonijo z že obstoječim srednjeveškim delom fasade. Njegov prispevek je sestavljen iz širokega friza, okrašenega s kvadratki in celotnega zgornjega dela, vključno s štirimi belo-zelenimi pilastri in okroglim oknom, okronanim s pedimentom z dominikanskim solarnim simbolom, na obeh straneh pa sta obogateni ogromni S-ukrivljeni voluti. Dodani so bili tudi štirje stebri s korintskimi kapiteli na spodnjem delu fasade. Pediment in friz je očitno navdihnila antika, vendar so S-ukrivljene spirale v zgornjem delu nove in brez primera v antiki. Spirale (ali njihove različice), ki jih najdemo v cerkvah po vsej Italiji, vse izvirajo iz zasnove te cerkve.
Friz pod pedimentom nosi ime pokrovitelja: IOHAN (N) ES ORICELLARIUS PAU (LI) F (ILIUS) AN (NO) SAL (UTIS) MCCCCLXX (Giovanni Rucellai, sin Paola v letu odrešitve 1470).

## Notranjost
Ogromna notranjost temelji na tlorisu bazilike, zasnovane kot latinski križ in je triladijska z vitražnimi okni in kratkim transeptom. Glavna ladja je dolga 100 m in daje vtis skromnosti. Obstaja trompe l'oeil učinek, s katerim se proti apsidi zdi, da je ladja daljša od dejanske dolžine. Vitki sestavljeni stebri med glavno in stranskima ladjama so postopoma bližje v globino, ko se opazovalec premika po ladji. Obokan strop je sestavljen iz poševnih lokov s štirimi diagonalnimi oporniki v črni in beli barvi.
Notranjost vsebuje tudi korintske stebre, ki so jih navdihnili grški in rimski klasični modeli.
Vitražna okna segajo v 14. in 15. stoletje, kot so Marija z otrokom ter sv. Janez in sv. Filip (ki ga je oblikoval Filippino Lippi) iz 15. stoletja, tako v kapeli Filippa Strozzija. Nekatera vitražna okna so bila poškodovana že v preteklosti in so bila zamenjana. Tisto na fasadi, ki predstavlja Marijino kronanje, izvira iz 14. stoletja in temelji na oblikovanju Andrea di Bonaiuto da Firenze.
Prižnico, ki jo je leta 1443 naročila družina Rucellai, je oblikoval Filippo Brunelleschi in izdelal njegov posvojen sin Andrea Calvalcanti. Ta prižnica ima poseben zgodovinski pomen, saj je z nje prišlo do prvega besednega napada na  Galileo Galilea in je sčasoma privedlo do njegove obtožbe.
Sveta Trojica, ki je skoraj na polovici leve stranske ladje, je pionirsko zgodnje renesančno delo  Masaccia, ki prikazuje nove ideje o perspektivi in matematičnih razsežnostih. Njegov pomen za umetnost slikarstva lahko primerjamo s pomenom Brunelleschija za arhitekturo in Donatella za kiparstvo. Pokrovitelja sta bila sodnik in njegova žena, člana družine Lenzi, tukaj prikazana klečeča. Grobnica spodaj nosi v latinščini epigram: »Nekoč sem bil, kar ste, in tisto, kar sem jaz, boste postali«.
Poseben pomembna je v desni stranski ladji Tomba della Beata Villana, spomenik Bernarda Rossellina, izdelan leta 1451. V isti ladji sta grobnici škofov iz Fiesole, ena delo Tina di Camaina in druga Nina Pisana.

### Kapela Tornabuoni
Prezbiter (ali Cappella Tornabuoni) vsebuje niz znanih fresk, ki jih je med letoma 1485 in 1490 naslikal Domenico Ghirlandaio, čigar vajenec je bil mladi Michelangelo. Freske predstavljajo teme iz življenja Device in Janeza Krstnika. Vsebujejo upodobitve več članov pomembnih florentinskih družin. Oboki so okrogli s poslikavami evangelistov. Na zadnji steni sta sliki Sveti Dominik sežiga krivoverske knjige in Petrovo mučeništvo, Oznanjenje ter Sveti Janez gre v puščavo.
Vitraže je leta 1492 izdelal florentinski umetnik Alessandro Agolanti, znan tudi kot Il Bidello, na podlagi karikatur Ghirlandaia.
Bronasto razpelo na glavnem oltarju je delo Giambologne (16. stoletje).

### Kapela Filippa Strozzija
Kapela Filippa Strozzija je na desni strani glavnega oltarja. Serija fresk Filippina Lipnija prikazuje življenja apostola Filipa in apostola svetega Jakoba Velikega in je bila zaključena leta 1502. Na desni steni je freska sv. Filip vodi zmaja iz hieropolskega templja in v luneti nad njo Križanje sv. Filipa. Na levi steni je freska svetega Janeza Evangelista, ki oživlja Druisana in v luneti nad njim Mučenje sv. Janeza Evangelista. Adam, Noe, Abraham in Jakob so predstavljeni na rebrastem oboku. Za oltarjem je grob Filippa Strozzija s skulpturo Benedetta da Maiana (1491).
Bronasto razpelo na glavnem oltarju je delo Giambologna (16. stoletje). Kor (ali Cappella Tornabuoni) vsebuje še eno vrsto znanih fresk Domenica Ghirlandaija in njegovega vajenca mladega Michelangela (1485-1490). Predstavljajo teme iz življenja Device in Janeza Krstnika v Firencah v poznem 15. stoletju in vsebujejo portrete več članov pomembnih florentinskih družin. Oboki so pokriti s slikami evangelistov. Na zadnji steni so slike Sveti Dominik kuri heretične knjige in Mučeništvo sv. Petra, Oznanjenje in Sveti Janez gre v puščavo.
Vitražna okna je leta 1492 izdelal florentinski umetnik Alessandro Agolanti, znan tudi kot Il Bidello in temeljijo na risbah Ghirlandaija.

### Gondijeva kapela
Ta kapela, ki jo je zasnoval Giuliano da Sangallo, je na levi strani glavnega oltarja in je iz konca 13. stoletja. Na zadnji steni je znamenito Brunelleschijevo leseno Križanje, ena izmed njegovih zelo malo skulptur. Legenda pravi, da se mu je tako gnusilo primitivno Donatelovo Križanje v cerkvi Santa Croce, da je naredil tega. Obok vsebuje fragmente fresk grških slikarjev iz 13. stoletja. Barvno dekoracijo iz marmorja je uporabil Giuliano da Sangallo (okoli 1503). Vitražno okno je iz 20. stoletja.

### Kapela Strozzi di Mantova
Kapela Strozzi di Mantova je na koncu levega transepta. Freske je naročil Nardu di Cioneju (1350-1357) Tommaso Strozzi, prednik Filippa Strozzija. Freske je navdihnila Dantejeva Božanska komedija: Poslednja sodba (na zadnji steni, vključno z Dantejevim portretom), pekel (na desni steni) in raj (na levi steni). Glavni oltarni nastavek Odrešenik z Marijo in svetniki je naredil brat Narda di Cioneja, Andrea di Cione, bolj znan kot Orcagna. Veliko vitražno okno na je izdelalo po risbi obeh bratov.

### Kapela Della Pura
Kapela Della Pura je severno od starega pokopališča. Je iz leta 1474 in je bila zgrajen z renesančnimi stebri. Gaetano Baccani jo je leta 1841 obnovil. Na levi strani je luneta s freskami iz 14. stoletja Marija in otrok s sv. Katarino. Na prednjem oltarju je lesen križ, ki ga je izdelal Baccio da Montelupo (1501).

### Rucellaijeva kapela
Rucellaijeva kapela na koncu desne stranske ladje izvira iz 14. stoletja. Poleg groba Paola Rucellaija (15. stoletje) in marmornega kipa Marije in otroka Nina Pisana, ima več umetniških zakladov, kot so ostanki fresk Maestra di Santa Cecilia (konec 13. - začetek 14. stoletja). Panel na levi steni Mučeništvo sv. Katarine, je naslikal Giuliano Bugiardini (verjetno s pomočjo Michelangela). Bronasto grobnico sredi tal je leta 1425 izdelal Lorenzo Ghiberti.

### Kapela Bardijev
Kapelo Bardijev, druga na desni strani apside, je ustanovil Riccardo Bardi in izvira iz zgodnjega 14. stoletja. Visok relief na stebru na desni prikazuje Sv. Jurij blagoslavlja' Riccarda Bardija. Stene nam razkrivajo freske iz 14. stoletja, pripisane Spinellu Aretinu. Marija v rožnem vrtu na oltarju je Vasarijeva (1568).

### Zakristija
Zakristija na koncu leve stranske ladje je bila zgrajena kot kapela Oznanjenja družine Cavalcanti leta 1380. Po zadnjem obdobju štirinajstih let čiščenja in obnove je ogromno naslikano Križanje z Marijo in Janezom Evangelistom, zgodnje Giottovo delo. Ponovno je odkril idealno razmerje za človeško telo, kot ga je določil rimski arhitekt Vitruvij (1. stoletje), model, ki so ga pozneje klicali Vitruvijev človek. Zakristijo prav tako krasi emajlirana terakota in napis iz marmorja, mojstrovina Giovanni della Robbia (1498). Oboje je zasnoval Bernardo Buontalenti leta 1593. Slike na steni pripisujejo Giorgiu Vasariju in drugim sodobnim florentinskim slikarjem. Veliko gotsko okno s  krogovičjem na hrbtni steni datira iz leta 1386 in je temeljil na risbag Niccolò di Pietro Gerinija.

### Španska kapela
Španska kapela (ali Cappellone degli Spagnoli) je nekdanja kapiteljska dvorana. Je na severni strani zelenega križnega hodnika (Chiostro Verde). Kot svojo pogrebno kapelo jo je naročil Buonamico (Mico) Guidalotti. Gradnja se je začela c. 1343 in bila končana leta 1355. Guidalottijeva kapela je bila pozneje imenovana Španska kapela, ker jo je Cosimo I. dodelil Eleonori Toledo in njenemu španskemu očetu. V španski kapeli je manjša kapela zelo svetega Zakramenta.
Špansko kapelo je od leta 1365 do 1367 okrasil Andrea di Bonaiuto, znan tudi kot Andrea da Firenze. Velika freska na desni steni prikazuje Alegorijo aktivne in zmagoslavne Cerkve in dominikanskega reda. Zlasti zanimivo je, ker v ozadju kaže veliko roza zgradbo, za katero nekateri menijo, da lahko zagotavlja nekaj vpogleda v izvirne načrte za Firenško stolnico Arnolfa di Cambia (preden je bila zgrajena Brunelleschijeva kupola). Vendar pa je taka interpretacija fantazija, saj stolnica nikoli ni bila mišljena rožnata, niti z zvonikom na zadnjem delu. Ta freska vsebuje tudi portrete papeža Benedikta IX., kardinala Friara Niccolòja Albertinija, grofa Guida di Poppija, Arnolfa di Cambia in pesnika Petrarka.
Freske na drugih stenah predstavljajo prizore iz Kristusovega življenja in svetega Petra na vstopni steni (večinoma uničene zaradi poznejše postavitve kora), Triumf sv. Tomaža Akvinskega in Alegorija krščanskega učenja na levi steni in veliko Križanje s potjo do Kalvarije in spust v Limbo na loku oltarne stene.
V štirih delih so prizori Kristusovega vstajenja, navicella, vstajenje in Binkošti. Pet tabelni gotski poliptih, ki je bil verjetno prvotno narejen za oltar v kapeli, prikazuje Kronanje Marije z otrokom in štirimi svetniki Bernardina Daddija iz leta 1344 in je trenutno na ogled v majhnem muzejskem prostoru, v katerega se pride skozi steklena vrata iz oddaljenega konca križnega hodnika. Kompleksna ikonografija stropnega oboka, sten in oltarja se kombinira kot sporočanje dominikancev kot vodnik do odrešenja.

## Arhitektura
Giorgio Vasari je bil arhitekt, ki mu je leta 1567 naročil veliki vojvoda Cosimo I. prvo remodeliranje cerkve, ki je vključevalo odstranjevanje prvotne  korne pregrade in podstrešja ter dodajanje šestih kapelic med stebri. Armilarna sfera (na levi) in gnomon (na desni) sta bila dodana leta 1572 na koncu slepih obokov spodnje fasade, delo Ignalia Dantija, astronoma Cosimoa I. Drugo prenovo je zasnoval Enrico Romoli in je bila izvedena med letoma 1858 in 1860.
Trg pred cerkvijo je uporabljal Cosimo I. za letno tekmovanje kočij (Palio dei Cocchi). Ta običaj je obstajal od leta 1563 v pozno 19. stoletje. Obeliskai Corsa dei Cocchi sta zaznamovala začetek in konec dirke. Ustanovljene so bile kot posnemanje antičnega rimskega cirkusa. Obeliska počivata na bronastih želvah, ki jih je leta 1608 izdelal kipar Giambologna.

## Zvonik
Zvonik je dobro viden s Piazza della Stazione. Jakopo Talenti ga je zgradil med letoma 1332 in 1333, vendar je uporabljal starejše temelje iz srede 13. stoletja. Slog je tipično romanski, z okroglimi trojnimi okni in visečimi loki, čeprav je zelo strma streha prevladujoč gotski element. Visok je 68 metrov.

## Samostanski kompleks
Ob cerkev so pritrjene stavbe samostana s tremi monumentalnimi križnimi hodniki. Chiostro Verde, Cappellone degli Spagnoli in refektorij so del Muzeja Santa Maria Novella. V notranji kapeli samostana je zanimiva miza Effigie domenicane, delo anonimnega mojstra prve polovice 14. stoletja. .
Poleg navedenih je še Chiostro dei Morti, nekdanje pokopališče, ki so ga dominikanci okoli leta 1270 verjetno ponovno uporabili na starejšem samostanu, za katerega vemo, da je obstajal že leta 1179 in je bil preurejen v sedanjo velikost v letih 1337-1350 .
Chiostro grande, Veliki samostan, največji del območja, ki ga je arhitekt Giulio Parigi preoblikoval v letih 1562-1592 po naročilu Eleonore da Toledo, freske pa so poslikali florentinski umetniki 16. in 17. stoletja.

## Umetniška dela
Umetniki, ki so izdelovali predmete za cerkev, so:
- Sandro Botticelli – zgodnje delo, božični prizor pred vrati (Poklon Svetih treh kraljev 1475)[2]
- Baccio D'Agnolo – lesena rezbarija
- Bronzino – Jezusov čudež
- Filippo Brunelleschi – Križanje (med 1410 in 1425)
- Tino da Camaino – Poprske svetega Antona (terakota); grobnica škofa Fiesole
- Nardo di Cione – freske Poslednje sodbe
- Duccio – Rucellaijeva Madona
- Lorenzo Ghiberti – nagrobnik Leonarda Datija (1423)[3]
- Domenico Ghirlandaio – freske (pozno 15. stoletje) v Tornabuonijevi kapeli, oblikoval vitraje
- Filippino Lippi – freske v Strozzijevi kapeli, prikazujejo ‘’Življenje Filipa apostola’’; vitraji
- Benedetto da Maiano –Grobnica Filippa Strozzija (1491) v ozadju Strozzijeve kapele.
- Giacomo Marchetti : Mučeništvo svetega Lovrenca.
- Masaccio – Sveta Trojica[4]
- Nino Pisano – Marija z otrokom (1368)[5]
- Bernardo Rossellino – Spomenik Beata Villana (1451)[6][7]
- Santi di Tito – Lazar vstaja od mrtvih[8]
- Paolo Uccello – freske v križnem hodniku
- Giorgio Vasari – Marija v rožnem vrtu (1568)

## Grobnice
- Jožef II. Konstantinoplski[9]
- Domenico Ghirlandaio